# Udomel'skij rajon
Il Udomel'skij rajon (in russo Удомельский район?) è un rajon dell'Oblast' di Tver', nella Russia europea; il capoluogo è Udomlja. Istituito nel 1929, ricopre una superficie di 2.476,2 chilometri quadrati ed ospitava nel 2010 una popolazione circa 40.000 abitanti.